# Литвин Олег Олексійович
Оле́г Олексі́йович Литви́н — український військовик, вояк батальйону «Київська Русь» Збройних сил України. Кавалер ордена «За мужність» ІІІ ступеня.

## Життєпис
Кінолог, кандидат у майстри спорту. Був 3-м у рейтингу українських аджилістів 2013 року. Інструктор та суддя з аджиліті Всеукраїнської Федерації спорту із собаками, капітан харківської команди «КЛАСС».
Загинув 14 листопада 2014-го під час мінометного обстрілу блокпоста під Дебальцевим, який вчинили російські збройні формування.
Залишились громадянська дружина та син від першого шлюбу.
Похований у Грушівці, де живе його матір.

## Нагороди
За особисту мужність і героїзм, виявлені у захисті державного суверенітету та територіальної цілісності України, вірність військовій присязі під час російсько-української війни
- нагороджений орденом «За мужність» III ступеня (26.2.2015, посмертно).
- з 14 листопада 2015 р. ім'я Олега Литвина має вулиця, на якій він народився та виріс.